# Saint-Théophil
Saint-Théophile è un comune del Canada, situato nella provincia del Québec, nella regione di Chaudière-Appalaches.